# Budova Mezinárodního svazu studentstva
Budova Mezinárodního svazu studentstva byla brutalistická budova v Praze, na rohu ulic 17. listopadu a Pařížská, v sousedství hotelu Intercontinental a Právnické fakulty. Budova byla postavena v roce 1974 podle návrhu Stanislava Hubičky. Stavba se vyznačovala členitou fasádou, jíž dominovaly sklo, kov a kamenné obložení. Fasádu do ulice 17. listopadu zdobil alegorický reliéf vítězné figury s pochodní od Jiřího Babíčka. Od rok 2021 budova prochází radikální rekonstrukcí.

## Historie
Budova byla navržena pro Mezinárodní svaz studentstva, který sídlil v Praze od konce 2. světové války. Postavena byla v roce 1974. Původně to byla organizace, která spojovala studenty celého světa, pořádala konference a výměnné pobyty. Během studené války se ale svaz rozštěpil na dvě části – „východní“ a „západní“. Východní frakce sídlící v Praze veřejně vystupovala proti západnímu imperialismu, byla řízena Státní bezpečností a napojena na sovětskou KGB a jejím předsedou byl v 80. letech komunistický politik Miroslav Štěpán. V 90. letech byla organizace vyhoštěna z Prahy. Budova je v majetku firmy Kaprain podnikatele Karla Pražáka.
V říjnu 2018 byla spolu s dalšími brutalistickými stavbami navržena architekty z ČVUT na prohlášení za kulturní památku. V dubnu 2019 ministerstvo kultury památkovou ochranu zamítlo. Majitel začal s přípravnými pracemi přeměny na sedmipodlažní dům. Budova dostane nový vnější plášť, nové interiéry a bude vyšší. Zásahy do architektury byly v rámci projekčních prací konzultovány a schváleny v té době žijícím autorem Hubičkou. Po rekonstrukci budou budovu tvořit 2 maloobchodní jednotky o dvou patrech, 1 patro kancelářských prostor, 3 rezidenční patra a 1 penthouse.